# 羟自由基
氫氧自由基（英語：Hydroxyl radical）又称羟基自由基，是由一个氧原子和一个氢原子组成的自由基也是氧化劑，包含有一个未成对价电子，用 ·OH表示，与由氧原子和氢原子组成，包含一个成对价电子的羟基官能团（用-OH表示）有所不同。羟自由基是氧的三电子还原产物，反应性极强，寿命极短，几乎可以与所有细胞成分反应。在某些情况下，可广泛存在。
大多数情况下，羟自由基通过有机过氧化物（ROOH）或过氧化氢的分解产生，或者通过激发态的氧原子和水反应产生。在放射化学中，羟自由基也是一种重要物质，因为他会生成过氧化氢和氧气，造成制冷系统在放射性环境中的腐蚀和应力腐蚀开裂。在有机合成中，可以通过1-羟基-2-吡啶硫酮的光分解产生。